# بیدخت(زیرکوه)

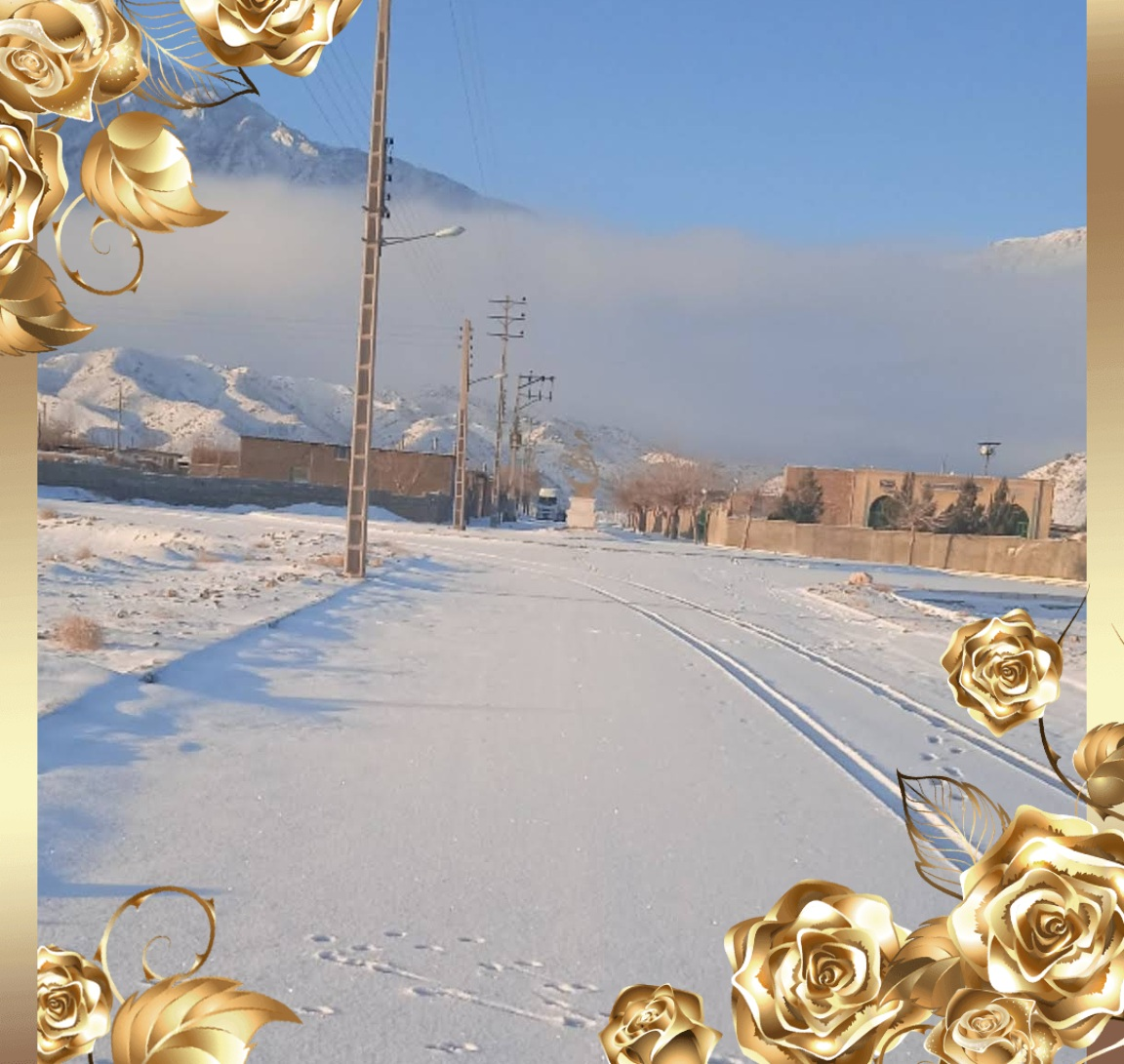
This is a picture of the central street of Bidakht village (Zirkouh).

بیدخت نام دهکده ای در شاسکوه بوده است که بعد از زلزله به پایین دست منتقل شده است و در بین روستای بهمن آباد و فندخت مستقر است. این روستا از در بخش شاسکوه، شهرستان زیرکوه استان خراسان جنوبی ایران است که حدود ۲۵۰ نفر در آن ساکن می باشند.
بیدخت نام دهکده ای در شاسکوه بوده است که بعد از زلزله به پایین دست منتقل شده است و در بین روستای استند و فندخت مستقر است. این روستا از  بخش شاسکوه، شهرستان زیرکوه استان خراسان جنوبی ایران است که حدود ۲۵۰ نفر در آن ساکن می باشند.
صفحه ترجمه

## جمعیت
بر پایه سرشماری عمومی نفوس و مسکن در سال ۱۳۹۰ جمعیت این روستا ۱۷۳۳ نفر بوده‌است.

## رشته کوه‌ها و ارتفاعات
رشته کوه شاسکوه با تراکم نسبتاً زیاد در قسمت شمال غرب منطقه زیرکوه با روند شمال غربی، جنوب شرقی از ده کریزان شروع و تا تنگه حاجی‌آباد امتداد می‌یابد. بلندترین نقطه این رشته قله شاهاز با ۲۸۲۳ متر است. روستاهای کریزان، نیار، استند، فندخت، بیدخت‌شریف ، اسفاد، میرآباد، آبیز، چناران، نوده، وند، آبمهان، در کوهپایه‌های شرقی آن و روستاهای تیگاب، کلاته شیخ علی در دامنه غربی آن استقرار یافته‌اند. این رشته و به خط الراس آن آبریز دشت اسفندن را از دشت شاهرخت جدا می‌کند و میلاکوه در بخش شاسکوه سرچشمه کال بیدخت و کال تیغاب قرار دارد.

## زعفران بیدخت، طلای سرخ خراسان
بیدخت یکی از روستاهای شهرستان زیرکوه در استان خراسان جنوبی است که به دلیل شرایط اقلیمی مناسب، به‌ویژه خاک حاصلخیز و آب‌وهوای نیمه‌خشک، به یکی از قطب‌های مهم تولید زعفران در این منطقه تبدیل شده است. زعفران تولیدی این روستا به دلیل کیفیت بالا، عطر و طعم قوی، و رنگ‌دهی فوق‌العاده، در بازارهای داخلی و بین‌المللی مورد توجه است.

## ویژگی‌های زعفران بیدخت
عطر و طعم قوی: زعفران بیدخت به دلیل روش‌های سنتی کشت و نگهداری، از عطر و طعمی متمایز برخوردار است.
رنگ‌‌‌دهی فوق‌العاده: این زعفران به دلیل میزان بالای ترکیبات فعال مانند کروسین، توانایی ایجاد رنگ زرد و قرمز پررنگ در غذاها را دارد.
روش‌های برداشت سنتی: در فصل برداشت، کشاورزان در ساعات اولیه صبح به جمع‌آوری گل‌های زعفران می‌پردازند تا تازگی و کیفیت آن حفظ شود. سپس کلاله‌های زعفران با دقت جدا شده و خشک می‌شوند.
نقش اقتصادی زعفران در بیدخت
زعفران یکی از منابع اصلی درآمد مردم این منطقه محسوب می‌شود. تولید این محصول باعث اشتغال‌زایی مستقیم و غیرمستقیم شده و نقش مهمی در اقتصاد خانوارها ایفا می‌کند. همچنین، این محصول نقش ویژه‌ای در صادرات محصولات کشاورزی خراسان جنوبی دارد.

## مناطق گردشگری بیدخت قدیم
بیدخت، علاوه بر شهرت در تولید زعفران، دارای جاذبه‌های تاریخی و طبیعی متعددی است که نشان‌دهنده قدمت و فرهنگ غنی این منطقه هستند. این جاذبه‌ها نه تنها برای گردشگران داخلی بلکه برای علاقه‌مندان به تاریخ و طبیعت نیز بسیار جذاب هستند.
 معماری سنتی بیدخت قدیم 
روستا در گذشته دارای خانه‌هایی با معماری خشتی و گلی بوده است که هنوز بقایایی از آن‌ها به چشم می‌خورد. این خانه‌ها با دیوارهای ضخیم و سقف‌های گنبدی‌شکل، نشان‌دهنده سازگاری با شرایط اقلیمی منطقه هستند.
چشمه شاه‌توت بیدخت
چشمه شاه‌توت یکی از زیباترین جاذبه‌های طبیعی روستای بیدخت در شهرستان زیرکوه است که به دلیل و آب زلال از دل کوه، همواره مورد توجه گردشگران و طبیعت‌دوستان قرار دارد.
غرقوها بیدخت
غرقوها یکی از جاذبه‌های طبیعی و فرهنگی منحصربه‌فرد در روستای بیدخت به شمار می‌روند. این نام به صدای خاص جریان آب از میان سنگ‌ها و کانال‌های طبیعی اطلاق می‌شود غرقوها بخشی از فرهنگ و طبیعت این منطقه هستند و جذابیت ویژه‌ای برای بازدیدکنندگان ایجاد می‌کنند. غرقوها بعد از زلزله 76 خشک شد و فقط در باران های فصلی به جریان می افتد.
ویژگی‌های غرقوها
صدای طبیعی آب: غرقوها به دلیل جریان آب در مسیرهای سنگی و باریک ایجاد می‌شوند و صدایی دلنشین و آرامش‌بخش تولید می‌کنند که در طبیعت این منطقه طنین‌انداز است.
مسیرهای خاص جریان آب: این جریان‌ها به دلیل وجود کانال‌ها و سنگ‌های آهکی به شکل طبیعی به وجود آمده‌اند و جلوه‌ای زیبا به منطقه می‌بخشند.
محیطی دلپذیر برای گردشگران: مناطق اطراف غرقوها با درختان و پوشش گیاهی متنوع پوشیده شده و فضایی مناسب برای استراحت و تفریح خانوادگی است.